# Peter Kvaternik
Peter Kvaternik, slovenski filozof, rimskokatoliški duhovnik in pedagog, * 27. januar 1950, Šmarata, † 19. november 2020, Ljubljana
Predava na Teološki fakulteti v Ljubljani. Leta 2000 je doktoriral iz pastoralne teologije na Dunaju.

## Nazivi
- docent (2000)
- asistent (1999)